# میگول تندییو
میگول تندییو (به اسپانیایی: Miguel Tendillo) بازیکن فوتبال اهل اسپانیا است که از سال ۱۹۸۰ تا ۱۹۸۸ میلادی عضو تیم ملی فوتبال اسپانیا بوده و در ۲۷ بازی ملی حضور داشته‌است. او در بازی‌های ملی‌اش ۱ گل به ثمر رساند.